# Фералия
Фералия (на латински: Feralia, Ferālia) е религиозен празник (култ) в Древен Рим, който се празнува на 21 февруари в чест на умрелите родители и други близки  като последен главен ден на празника Паренталия (от 13 до 21 февруари). След празника Фералия на 22 февруари започва празнуването на Каристия, празникът на радостта и се изнасят молитви за живите.